# Гусейнов, Гасан Аббас оглы
Гасан Аббас оглы Гусейнов (азерб. Həsən Abbas oğlu Hüseynov; 3 декабря 1929, Азизбековский район — ?) — советский азербайджанский ирригатор и мелиоратор, Герой Социалистического Труда (1977), заслуженный ирригатор Азербайджанской ССР (1981).

## Биография
Родился 3 декабря 1929 года в селе Чива Азизбековского района Армянской ССР (ныне Вайоцзордская область).
Окончил курсы трактористов Сальянской школы механизаторов.
С 1953 года тракторист, с 1957 года машинист экскаватора строительно-монтажного управления № 1 треста «Карабахмелиоводстрой», с 1981 года машинист экскаватора строймонтажного управления «Бардамелио». 
На счету Гусейнова — десятки километров хорошо сработанных оросительных каналов, коллекторно-дренажной сети, сотни тысяч кубометров вырытой земли. Экскаваторщик принимал участие в строительстве Верхне-Карабахского канала, Нагорно-Карабахской оросительной сети, выполнял работы по мелиорации в Мир-Баширском, Агдашском и Мардакертском районах. На сооружении каналов Тертерчайского водохозяйственного комплекса коллективом рабочих строймонтажного управления отсыпана 130-метровая земляная плотина ниже Сарсангского гидроузла, возведен Мадагизский водозабор, благодаря которому через правобережный, длина которого 70,2 километров и левобережный, длина которого 22,4 километра, каналы в степные районы попала влага, особенно в работе же отличился экскаваторщик Гасан Гусейнов. Передовой экскаваторщик не останавливался перед преградами — например, во время работы в Нагорном Карабахе, где работу осложнял скалистый грунт, для облегчения работы, он изготовил зубья ковша из старых автомобильных рессор, итогом стало значительное возрастание выработки машинистов экскаватор; во время осушки заболоченных районов, Гусейнов вместо гатей из шпал использовал сконструированные им два металлических щита с крючьями для подъёма, таким образом экскаватор стал сам стелить себе гати. Эти нововведения мелиоратора освободили от тяжелого труда на машине четырех рабочих. План IX пятилетки экскаваторщик выполнил досрочно — переработал 1,5 миллионов кубометров грунта, вместо плановых 929 тысяч, и уже к 1975 году в 1,5 перевыполнил план 1976 года. За счет рационального расходования топлива и сокращения потерь времени, было сэкономлено более 5 тысяч рублей. К концу пятилетнего плана, Гусейнов работал на строительстве дренажных сетей на полях совхоза «Социализм» и колхоза «Азербайджан» Бардинского района. За 3 года Гасан Гусейнов досрочно выполнил план X пятилетки, за ее время мелиоратор обработал 1 миллион кубометров грунта и своими силами сэкономил 11,6 тонн топлива. Уже к 1981 году выполнил существенную часть плана XI пятилетки. Гасан Гусейнов охарактеризовал себя, как трудолюбивый и очень требовательный к себе рабочий, за первые два года работы в управлении он научился управлять сложным механизмом скреперов, как только управление получило экскаваторы, Гусейнов быстро пересел за их руль, быстро освоил и тщательно овладел их техникой, щепетильно изучал все секреты машины.
Первым учителем Гусейнова стал Герой Социалистического Труда, начальник управления — Меджид Шарифзаде, именно он привил Гусейнову любовь к технике. Потом Гусейнов и сам открыл в управлении школы опыта, первыми его учениками стали его родные братья Исмаил, работавший в том же СМУ, и Сулейман, работавший на строительстве Шамхорской ГЭС, сын Орудж, работавший бок-о-бок с отцом, но позже количество учеников достигло более 20, среди них были рабочие из соседних СМУ и ПМК. За все время передовик обучил более 70 молодых специалистов.
Указом Президиума Верховного Совета СССР от 6 мая 1977 года за большие производственные успехи и проявленную трудовую доблесть при строительстве Тертерчайского водохозяйственного комплекса Гусейнову Гасану Аббас оглы присвоено звание Героя Социалистического Труда с вручением ордена Ленина и золотой медали «Серп и Молот».
7 ноября 1981 года Гасану Гусейнову присвоена Государственная премия СССР.
В 2002 году удостоен Персональной стипендии Президента Азербайджанской Республики.
Активно участвовал в общественной жизни Азербайджана. Член КПСС с 1959 года. Делегат XXVII съезда КПСС и XXVIII съезда КП Азербайджана, член бюро Бардинского районного комитета. Многократно избирался депутатом в районные Советы[какие?].